# Dictyna miniata
Dictyna miniata är en spindelart som beskrevs av Banks 1898. Dictyna miniata ingår i släktet Dictyna och familjen kardarspindlar. Inga underarter finns listade i Catalogue of Life.